# Andrzej Sakowicz
Andrzej Sakowicz – polski prawnik, karnista, profesor nauk społecznych w dyscyplinie nauki prawne, profesor Wydziału Prawa Uniwersytetu w Białymstoku, specjalista w zakresie prawa karnego i postępowania karnego.

## Życiorys
W 2001 ukończył studia prawnicze na Wydziale Prawa Uniwersytetu w Białymstoku. Tam w 2004 na podstawie napisanej pod kierunkiem Piotra Hofmańskiego rozprawy pt. Prawnokarne gwarancje prywatności otrzymał stopień naukowy doktora nauk prawnych w zakresie prawa, specjalność: prawo karne. Na podstawie dorobku naukowego oraz rozprawy pt. Zasada ne bis in idem w prawie karnym w ujęciu paneuropejskim uzyskał w 2012 na Wydziale Prawa i Administracji Uniwersytetu Jagiellońskiego stopień doktora habilitowanego nauk prawnych w zakresie prawa, specjalność: postępowanie karne. W kwietniu 2019 został profesorem nadzwyczajnym Wydziału Prawa Uniwersytetu w Białymstoku w Katedrze Postępowania Karnego, a w maju 2020 uzyskał tytuł naukowy profesora nauk społecznych w dyscyplinie nauki prawne.
Zajmuje się przede wszystkim problematyką ochrony praw jednostki w procesie karnym (w szczególności jej zgodnością ze standardem konstytucyjnym oraz orzeczniczym ETPCz), zbiegów odpowiedzialności o charakterze represyjnym, środkami karnymi, środkami zapobiegawczymi, prawnokarną ochroną prywatności jednostki w prawie karnym i procesie karnym, europeizacją prawa karnego i międzynarodową współpracą w sprawach karnych. Jest autorem i współautor ponad 150 opracowań naukowych z zakresu procedury karnej, prawa karnego materialnego i europejskiego prawa karnego, w tym monografii Prawo do milczenia w polskim procesie karnym, która uzyskała wyróżnienie w XII edycji konkursu Wolters Kluwer Polska i "Przeglądu Sądowego" pod tytułem „Książka prawnicza najbardziej przydatna w praktyce wymiaru sprawiedliwości w 2019 roku".
Od 2019 roku prof. Sakowicz jest członkiem Komitetu Nauk Prawnych Polskiej Akademii Nauk, a w kadencji 2024-2027 został wybranym na członka Prezydium Komitetu Nauk Prawnych PAN. Od stycznia 2021 jest wiceprzewodniczącym Komisji Dyscyplinarnej ds. nauczycieli akademickich przy Radzie Głównej Nauki i Szkolnictwa Wyższego na kadencję 2021–2024.

## Działalność publiczna
W latach 2008–2016 pracownik Biura Analiz Sejmowych Kancelarii Sejmu RP, od 2016 r. członek Biura Studiów i Analiz Sądu Najwyższego, kilkukrotny stypendysta Towarzystwa im. Maxa Plancka, Fundacji na rzecz Nauki Polskiej (w ramach programów: Kwerenda oraz START), Deutscher Akademischer Austauschdienst (DAAD) oraz Ministerstwa Nauki i Szkolnictwa Wyższego (stypendium dla wybitnych młodych naukowców).

## Wybrane publikacje
- Prawnokarne gwarancje prywatności, wyd. Zakamycze, Kraków 2006, ISBN 83-7444-153-4.
- Zasada ne bis in idem w prawie karnym w ujęciu paneuropejskim, wyd. Temida 2, Białystok 2011, ISBN 978-83-89620-89-7.
- Europejskie prawo karne, wyd. C. H. Beck, Warszawa 2012, ISBN 978-83-255-1068-8 (współredaktor wraz z A. Grzelak i M. Królikowskim).
- Prawo do milczenia w polskim procesie karnym, wyd. Temida 2, Białystok 2019, ISBN 978-83-65696-11-3.
- Kodeks postępowania karnego. Komentarz, wyd. C. H. Beck, Warszawa 2020, wydanie IX, ISBN 978-83-8158-934-5 (redaktor naukowy).
- Kodeks postępowania w sprawach o wykroczenia. Komentarz, wyd.C. H. Beck, Warszawa 2020, wydanie IX, ISBN 978-83-8198-618-2 (redaktor naukowy).
- Suspect’s access to a lawyer at an early stage of criminal proceedings in view the case-law of the European Court of Human Rights, Revista Brasileña de Derecho Procesal Penal 2021, Vol. 7, No. 3, pp. 1979-2014, https://revista.ibraspp.com.br/RBDPP/article/view/565/396.